# Gândirea
Gândirea (мисао) је био традиционалистички културни часопис из међуратне Румуније који су 1921. у Клужу основали Цезар Петреску и Д. И. Куку. Касније, пресељењем часописа у Букурешт, руководству часописа придружила су се и друга угледна имена, попут Адриана Манијуа и Гиба Михаескуа, а од 1926. и Нићифор Крајић, јака веза између уметничких, културних и идеолошких токова мишљења и православља. Познавајући само два прекида (1925. и 1933-1934), часопис постаје један од најзначајнијих културних часописа у румунском међуратном периоду.

## Историја

### Почеци
Током већег дела 1920-их, часопис је био место за модернистичку критику и укључен је у теоријске дебате о утицају експресионизма под немачким и аустријским утицајем на културу раног 20. века. Прве године постојања часописа поклопиле су се са последицама Првог светског рата и успостављањем Велике Румуније, што је часопис учинило једним од неколико новооснованих часописа на румунском језику у бившој аустроугарској регији Трансилванији. Стога се тврдило да је, пре него што се преселио у Букурешт, часопис такође био укључен у промовисање унитарне румунске културе у новостеченој покрајини. 
Без продукције сопственог уметничког програма, часопис је сврстан међу неколико румунских публикација које хвале експресионистичку културу (њени уредници су често проширивали термин на неекспресионисте као што су Константин Бранкуши, Макс Рајнхард, Александар Архипенко и Дмитриј Мережковски). Овај фокус на емоцију и израз био је посебно присутан у есејима Адријана Манијуа и Јона Сан-Гиоргијуа,као и у хроникама Јона Марина Садовеануа о утицају готских традиција на књижевност раног 20. века. 

## Писци укључени у активност часописа
Под руководством мислиоца Нићифора Крајића, значајне међуратне личности, формирала се права група која је окупила велики део познатих интелектуалаца тог времена: Јона Барбуа, Василеа Банћилеа, Лућијана Благу, Дана Боту, Александра Бусуиоћеануа, Матеја И. Карађалеа, Оскара Валтера Ћисека, Раду Гир, Николае И. Хереску (који се често потписивао, Н. И. Хереску), Гиб Михаеску, Овидиу Пападима, Виктор Папилијан, Јоан Петровић, Јон Пилат, Адријан Манију, В. И. Попа, Драгош Протопопеску, Јон Марин Садовеану, Димитрије Станилоје, Пол Стеријан, Франћиск Ширато, Пасторел Теодореану, Јонел Теодореану Тудорану, Санду Тудор,Тудор Виану, Г. М. Замфиреску и многи други. 
Неки важни међуратни гласови румунске културе, какви су били: Тудор Аргези, Ђорђе Калинеску, Шербан Ћокулеску, Петре Пандреа, Мирча Елијаде, Емил Сиоран, Марсел Јанко, али и други, имали су само привремену сарадњу.
Из различитих објективних разлога, часопис Gândirea је имао два прекида, током 1925. и између 1933. и 1934. Престижно културно издање престало је са радом 1944. године. 

## Распад и наслеђе
Часопис је престао да излази 1944. године, након што је државни удар 23. августа збацио Антонескуа и совјетска Црвена армија ушла у Румунију. У мају 1945, Краинићу је суђено пред Народним судом којим је доминирала Комунистичка партија, као део „фашистичке новинарске групе“. Оптужен је за подстицање расне мржње, подржавање рата против Совјетског Савеза и помагање у тајности ратних злочина Антонескуовог режима. Проглашен кривим, Краинић је осуђен на доживотни затвор и принудни рад.

### Скорија историја
Делимичну колекцију часописа, у дигиталном облику, ставила је на располагање јавности Централна универзитетска библиотека „Лућијан Блага” у Клужу. 
Између 1991. и 2004. нова серија Gândirea појавила се у Сибињу, а потом и на Синаји, на иницијативу професора из Сибиња ,Михаја Маринике, под руководством Пана М. Визирескуа, сарадника часописа и јединог преживелог из групе новинара осуђених 1945. од стране Народног суда. Главни уредник нове серије био је нећак свештеника Јоана Самаргијана, у чију се кућу склонио Нићифор Крајић и са којим је потом ухапшен. Међу старим сарадницима Gândirea који су потписали и нову серију, уз Пана М. Визирескуа, још је био жив само Овидиу Пападима. 